# HC Košice
HC Košice je slovenský hokejový klub z Košic, desetinásobný mistr Slovenska a držitel dvou československých titulů, hrající v nejvyšší slovenské hokejové lize - v Tipos extraligze.

## Historie
V roce 1962 vznikl v Košicích klub Dukla Košice a hned v prvním roce své existence vyhrál krajské mistrovství, čímž postoupil do druhé ligy. V následující sezoně vyhrála Dukla Košice druhou ligu i kvalifikaci o postup do nejvyšší soutěže. Od roku 1964 patřily Košice mezi československou elitu. Uprostřed sezony 1966/1967 našla Dukla nový domov i název - TJ VSŽ Košice, později VSŽ Košice, HC VSŽ Košice, HC Košice.
V letech 1986 a 1988 získal klub titul mistra ČSSR a po těchto sezónách se VSŽ představily v Poháru evropských mistrů a pokaždé se probojovaly až do finálové skupiny. V obou případech skončily na druhém místě za v těch časech neporazitelným CSKA Moskva, takže tyto umístění možno považovat za velký úspěch na mezinárodním poli.
Po rozdělení československé federace a následném rozdělení hokejové soutěže potvrdily Košice svoji kvalitu v samostatné slovenské extralize a v prvních šesti sezonách pokaždé hrály ve finále play-off.

## Historie názvů
- 1962 – VTJ Dukla Košice
- 1967 – TJ VSŽ Košice
- 1990 – HC VSŽ Košice
- 1992 – HC Košice
- 1998 – HC VSŽ Košice
- 2000 – HC Košice

## Sportovní úspěchy
- Mistr Slovenska v ledním hokeji : 1994/1995, 1995/1996, 1998/1999, 2008/2009, 2009/2010, 2010/2011, 2013/2014, 2014/2015, 2022/2023, 2024/2025
- Vítěz základní částí : 1995/1996, 2006/2007, 2008/2009, 2010/2011, 2011/2012, 2013/2014, 2014/2015, 2015/2016, 2022/2023
- Mistr Československa v ledním hokeji : 1985/1986, 1987/1988
- Vítěz hokejového turnaje Rona Cup : 1995, 1996, 2009.
- Účast v Hokejové lize mistrů : 2014/2015, 2015/2016, 2016/2017, 2023/2024

## Jednotlivé sezóny
| Slovensko (1993 – ) |           |                  |                                                     |          |
| Sezona              | Soutěž    | Umístění v ZČ    | Play-off                                            | Soupiska |
| 1993/1994           | Extraliga | Stříbrná medaile | - Finále Prohra s Dukla Trenčín 2 : 3               |          |
| 1994/1995           | Extraliga | Stříbrná medaile | - Finále Vítěz s Dukla Trenčín 3 : 0                |          |
| 1995/1996           | Extraliga | Zlatá medaile    | - Finále Vítěz s Dukla Trenčín 4 : 1                |          |
| 1996/1997           | Extraliga | Stříbrná medaile | - Finále Prohra s Dukla Trenčín 1 : 3               |          |
| 1997/1998           | Extraliga | Stříbrná medaile | - Finále Prohra s HC Slovan Bratislava 2 : 3        |          |
| 1998/1999           | Extraliga | Stříbrná medaile | - Finále Vítěz s HC Slovan Bratislava 3 : 1         |          |
| 1999/2000           | Extraliga | 7. místo         | Ne                                                  |          |
| 2000/2001           | Extraliga | 5. místo         | Ne                                                  |          |
| 2001/2002           | Extraliga | Bronzová medaile | - Semifinále Prohra s HC Slovan Bratislava 2 : 4    |          |
| 2002/2003           | Extraliga | Bronzová medaile | - Finále Prohra s HC Slovan Bratislava 0 : 4        |          |
| 2003/2004           | Extraliga | 4. místo         | Ne                                                  |          |
| 2004/2005           | Extraliga | 4. místo         | Ne                                                  | Zde      |
| 2005/2006           | Extraliga | Stříbrná medaile | Ne                                                  | Zde      |
| 2006/2007           | Extraliga | Zlatá medaile    | - Semifinále Prohra s Dukla Trenčín 2 : 4           | Zde      |
| 2007/2008           | Extraliga | Stříbrná medaile | - Finále Prohra s HC Slovan Bratislava 3 : 4        | Zde      |
| 2008/2009           | Extraliga | Zlatá medaile    | - Finále Vítěz finále s HK 36 Skalica 4 : 2         | Zde      |
| 2009/2010           | Extraliga | Bronzová medaile | - Finále Vítěz finále s HC Slovan Bratislava 4 : 2  | Zde      |
| 2010/2011           | Extraliga | Zlatá medaile    | - Finále Vítěz s HK Poprad 4 : 1                    | Zde      |
| 2011/2012           | Extraliga | Zlatá medaile    | - Finále Prohra s HC Slovan Bratislava 3 : 4        | Zde      |
| 2012/2013           | Extraliga | Stříbrná medaile | - Finále Prohra s HKM Zvolen 1 : 4                  | Zde      |
| 2013/2014           | Extraliga | Zlatá medaile    | - Finále Vítěz s HK Nitra 4 : 3                     | Zde      |
| 2014/2015           | Extraliga | Zlatá medaile    | - Finále Vítěz s HC 05 Banská Bystrica 4 : 2        | Zde      |
| 2015/2016           | Extraliga | Bronzová medaile | - Semifinále Prohra s HC 05 Banská Bystrica 2 : 4   | Zde      |
| 2016/2017           | Extraliga | Bronzová medaile | - Čtvrtfinále Prohra s MHC Martin 2 : 4             | Zde      |
| 2017/2018           | Extraliga | 5. místo         | Čtvrtfinále Prohra ve s HC 05 Banská Bystrica 1 : 4 | Zde      |
| 2018/2019           | Extraliga | 4. místo         | Čtvrtfinále Prohra ve s HK Poprad 2 : 4             | Zde      |
| 2019/2020           | Extraliga | Bronzová medaile | play-off zrušeno kvůli pandemii covidu-19           | Zde      |
| 2020/2021           | Extraliga | 8. místo         | Předkolo Prohra ve s HC Mikron Nové Zámky 1 : 3     | Zde      |
| 2021/2022           | Extraliga | 5. místo         | Semifinále Prohra s HC Slovan Bratislava 3 : 4      | Zde      |
| 2022/2023           | Extraliga | Zlatá medaile    | - Finále Výhra s HKM Zvolen 4 : 1                   | [Zde]    |
| 2023/2024           | Extraliga | 4. místo         | Semifinále Prohra s HK Spišská Nová Ves 3 : 4       | [Zde]    |
| 2024/2025           | Extraliga | Stříbrná medaile | - Finále Výhra s HK Nitra 4 : 3                     | [Zde]    |

## Slavní hráči
- Peter Bondra - sezony 1986/87 až 1989/90
- Jiří Holeček - 10 sezon
- Igor Liba
- Vincent Lukáč
- Peter Pucher - sezony 1996/97 až 1998/99
- Martin Štrbák - sezona 2004/05
- Ladislav Troják
- Richard Jenčík
- Peter Bartoš (1973)
- Ladislav Nagy
- Marek Svatoš
- Michel Miklík
- Jiří Bicek
- Jaroslav Janus
- Rastislav Staňa
- Adam Jánošík
- Anton Bartanus